# Wzgórza Czekoladowe
Wzgórza Czekoladowe – pasmo wzgórz wznoszących się na filipińskiej wyspie Bohol należącej do archipelagu Visayan.
Nazwę swą wzgórza zawdzięczają kolorowi, jaki przyjmują w okresie suchej pory, trwającej od lutego do maja. Intensywnie operujące w tym okresie słońce powoduje szybkie wysychanie cienkiej warstwy gleby i porastającej wzgórza trawy, która zmienia swe zabarwienie na kolor czekoladowy.
Wzgórza, zbudowane z wapienia, powstały na skutek wietrzenia skał przez okres wielu milionów lat. Wszystkie mają formy stożków bądź półkulistych pagórków, stojących w grupach. Porośnięte są szorstką trawą, gdzieniegdzie przedzielane małymi krzewami lub drzewkami.
Na całym obszarze znajduje się 1268 regularnych kopców, osiągających wysokość od 30 do 100 metrów wysokości. Brak na tym terenie jaskiń, zwykle powstających w takich warunkach.

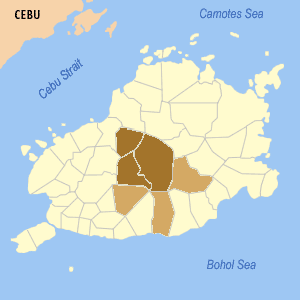
Lokalizacja wzgórz

Historia powstania wzgórz wiąże się z miejscową legendą, w której to w wyniku walki dwóch zwaśnionych ze sobą olbrzymów rzucało w siebie skałami. W innej legendzie olbrzym Arogo zakochał się w śmiertelniczce, dziewczynie o imieniu Aloya porywając ją do siebie. Ona odrzucała jego zaloty i w krótkim czasie zachorowała, po czym umarła. Zrozpaczony Arogo płakał za nią, a z kapiących łez utworzyły się wzgórza.

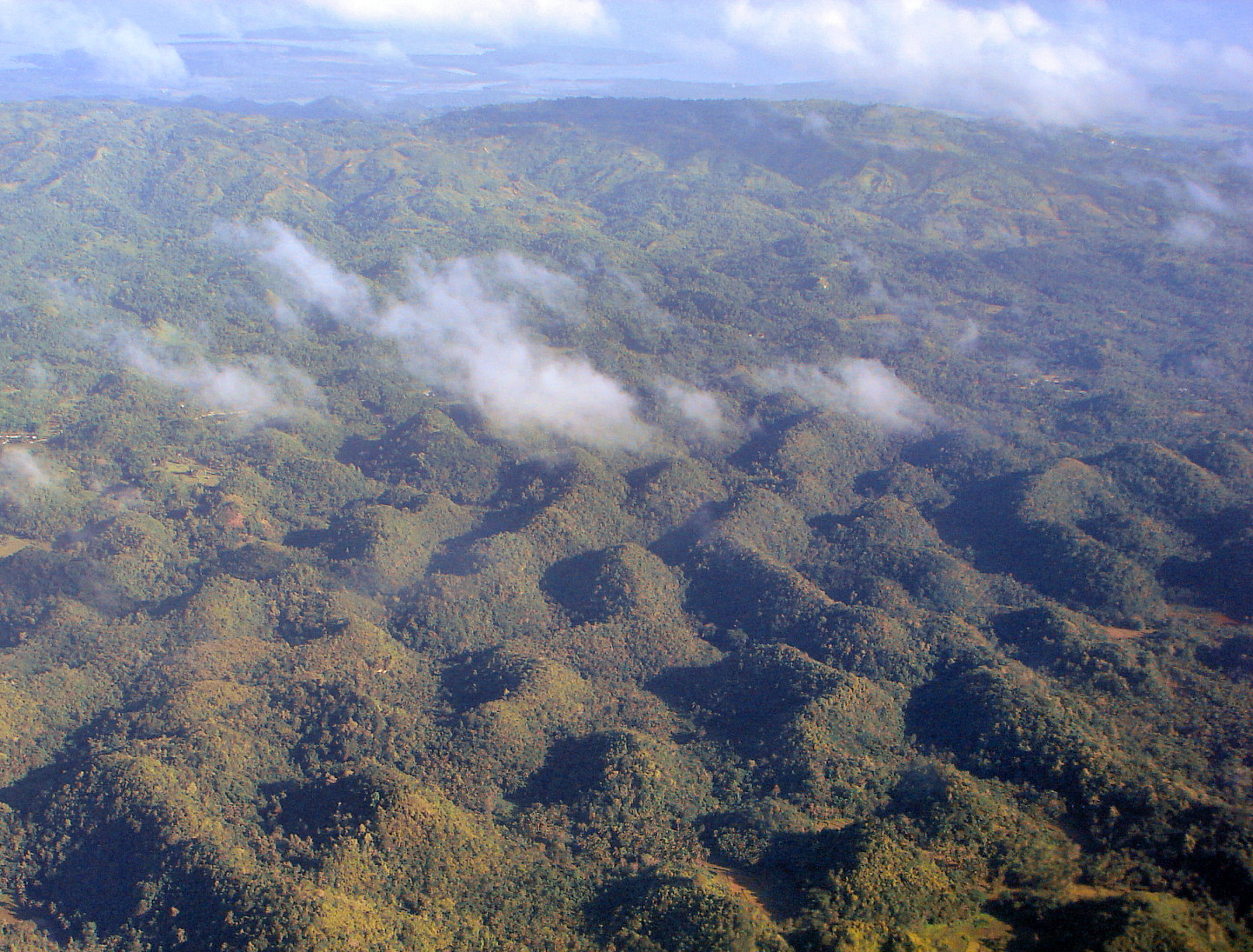
Widok na wzgórza z lotu ptaka